# Christopher Gillberg
Lars Christopher Gillberg, född 19 april 1950 i Göteborg, är en svensk professor i barn- och ungdomspsykiatri som sedan 2010 leder Gillbergcentrum vid Sahlgrenska Akademin, Göteborgs universitet. Han är även överläkare vid Sahlgrenska universitetssjukhuset i vård av patienter och familjer med komplex psykiatrisk/utvecklingsneurologisk problematik. 

## Karriär
Gillberg utbildades till läkare vid Göteborgs universitet och blev 1980 specialistläkare i barn- och ungdomspsykiatri. Han disputerade för medicine doktorsgraden vid Uppsala universitet 1981 och utnämndes 1982 till docent. Han är sedan 1986 professor i barn- och ungdomspsykiatri vid Göteborgs universitet. I början av 1990-talet var han Fulbright-professor vid New York University. Sedan 2010 är han även professor vid Universitetet i Glasgow. Han är vidare gäst- eller hedersprofessor i barn- och ungdomspsykiatri vid Institute of Child Health vid University College i London, vid Universitetet i Edinburgh, vid Kōchi University(en) i Japan, där han deltar i projektet ”Japan Environment Children Study”/JECS, samt vid Pasteurinstitutet i Paris. Han har tidigare varit gästprofessor i San Francisco, Odense och Bergen, där han har lett projektet ”Barn i Bergen”. 
Gillbergs forskning omfattar en rad tillstånd definierade i DSM-5 hos barn och ungdomar. Han är dock mest känd för sin forskning om autism, bland annat avseende tidigare okända genetiska avvikelser vid detta tillstånd.
Gillberg är författare till cirka 780 vetenskapliga artiklar som (i september 2024) finns tillgängliga på NIH PubMed.

## DAMP
Gillberg och medarbetare lanserade på 1980-talet begreppet DAMP som fick genomslag i Sverige och övriga Norden. DAMP-begreppet introducerades i Carina Gillbergs doktorsavhandling 1987 och ersatte den tidigare benämningen MBD, Minimal Brain Dysfunction. Gillbergs studier blev dock föremål för kritik. DAMP avsåg att bättre beskriva barn med bland annat bristande uppmärksamhet och rörelsekontroll ("Deficits in Attention, Motor control and Perception"). Termen DAMP har ersatts av den delvis synonyma beteckningen ADHD.

## ESSENCE
Gillberg lanserade 2009 begreppet ESSENCE (Early Symptomatic Syndromes Eliciting Neurodevelopmental Clinical Examinations) för att betona överlappningen av tillstånd som ADHD, autism, DCD, språk- och kommunikationsstörningar, Tourettes syndrom, inlärningsproblem av olika slag och för att uppmärksamma att dessa funktionsnedsättningar bör bedömas i ett sammanhang tillsammans med varandra och inte som isolerade företeelser. Gillbergs böcker om ESSENCE har översatts till flera språk.

## Priser och utmärkelser
Gillberg har tilldelats Fernströmpriset för unga forskare (1991), Ingvar Award (1995), Ronald McDonald Award (1998), Ågrenskas Stora pris (2001), Philips Nordic Prize (för hans värnande om patienters integritet och rätt till sekretess) (2004), Dalbergmedaljen för genetisk forskning (2010), H.M. Konungens medalj i 8:e storleken i serafimerordens band (2011), Söderbergska priset i medicin (2012), INSAR Lifetime Achievement Award (2016) och Uppdrag Hälsas PSYNK-pris (2016). Han utsågs 2019 till Årets medicinsvensk av magasinet Fokus och är hedersledamot i Autism Sverige liksom i Riksförbundet Attention vilka är intresseorganisationer för personer med neuropsykiatrisk funktionsnedsättning. Han återfanns 2014 på Thomsons Reuters lista över världens mest inflytelserika forskare. Han tilldelades 2024 Arvid Carlsson-stiftelsens stora pris samt Hilda och Alfred Erikssons pris från Kungliga Vetenskapsakademin.

## Tjänstefel och kontrovers
I juni 2005 dömdes Gillberg för tjänstefel av Göteborgs tingsrätt till dagsböter för att inte ha lämnat ut källmaterial till Eva Kärfve och Leif Elinder, vilka hade krävt att få granska hans forskning.  Gillberg vägrade att lämna ut dessa dokument med motiveringen att de innehöll känsliga uppgifter om namngivna patienter som hade utlovats sekretess. Efter ett domstolsbeslut om att materialet trots allt skulle lämnas ut förstörde Gillbergs medarbetare forskningsmaterialet. Gillberg anmälde svenska staten till Europadomstolen för att ha tvingat honom att både lova sekretess och att lämna ut sitt källmaterial. Domstolen fann dock att svenska staten inte hade kränkt de mänskliga rättigheterna.